# Liam Cosgrave
Liam Cosgrave (Dublino, 13 aprile 1920 – Dún Laoghaire, 4 ottobre 2017) è stato un politico irlandese.

## Biografia
Figlio di William Thomas Cosgrave, Presidente del Consiglio esecutivo dello Stato libero d'Irlanda dal 1922 al 1932, è stato Capo del Governo dal 14 marzo 1973 al 5 luglio 1977.